# .mt
.mt為馬爾他國家及地區頂級域（ccTLD）的域名。該域名於1992年12月2日啟用。註冊人一度要在各种二级域名下的三级域名进行注册。不過自2017年12月1日起，註冊人可以直接註冊二级域名，例如myname.mt就能申請註冊。

## 外部連結
- IANA .mt whois information（页面存档备份，存于）
- .mt domain registration website（页面存档备份，存于）